# Spanglish
Spanglish là một thuật ngữ tiếng lóng được sử dụng để mô tả sự kết hợp của ngôn ngữ tiếng Anh và tiếng Tây Ban Nha. Điều này đã trở thành một thuật ngữ phổ biến cho người nhập cư từ México sống tại Hoa Kỳ.

## Lịch sử
Trong cuối những năm 1940, các nhà báo đến từ Puerto Rico, nhà thơ và nhà viết tiểu luận Salvador Tió đặt ra các điều khoản Espanglish (sau này rút ngắn Spanglish) cho tiếng giao tiếp Tây Ban Nha với một số thuật ngữ tiếng Anh, và Inglañol ít được sử dụng (tiếng Anh nói chuyện với một số thuật ngữ tiếng Tây Ban Nha).
Sau Puerto Rico đã trở thành một lãnh thổ Hoa Kỳ vào năm 1898, Spanglish trở nên dần dần phổ biến hơn có khi quân đội Hoa Kỳ và chính quyền thuộc địa đầu cố gắng áp đặt ngôn ngữ tiếng Anh trên cư dân đảo. Giữa năm 1902 và 1948, ngôn ngữ chính trong giảng dạy trong các trường công lập (được sử dụng cho mọi đối tượng, trừ các khóa học tiếng Tây Ban Nha) là tiếng Anh. Trên thực tế, Puerto Rico là gần như duy nhất trong có cả tiếng Anh và tiếng Tây Ban Nha là ngôn ngữ chính thức của nó (nhưng xem cũng New Mexico). Do đó, nhiều từ tiếng Anh Mỹ hiện đang tìm thấy trong từ vựng của Puerto Rico tiếng Tây Ban Nha. Spanglish cũng có thể được gọi bằng nhiều tên khác nhau trong khu vực.
Spanglish không có một thống nhất phương ngữ-cụ thể, các giống Spanglish nói ở New York, Florida, Texas và California có thể khác nhau. Spanglish là rất phổ biến ở nhiều cộng đồng tiếng Tây Ban Nha tại Hoa Kỳ, đặc biệt là trong cộng đồng người gốc Tây Ban Nha ở Miami, mà loa đơn ngữ của tiêu chuẩn Tây Ban Nha có thể gặp khó khăn trong việc tìm hiểu nó. Nó được phổ biến ở Panama, nơi mà 96 năm (1903-1999) kiểm soát của Mỹ của kênh đào Panama chịu nhiều ảnh hưởng của xã hội địa phương, đặc biệt là các cư dân cũ của vùng kênh đào Panama, Zonian.
Nhiều người Puerto Rico sinh sống trên đảo Saint Croix nói trong các tình huống thức độc đáo kết hợp Spanglish giống như của Puerto Rico tiếng Tây Ban Nha và các phương ngữ Crucia địa phương, mà là rất khác nhau từ Spanglish nói ở nơi khác. Giả định cùng đi cho dân Puerto Rico lớn ở bang New York và Boston.
Spanglish được nói thường ở Hoa Kỳ hiện đại, phản ánh dân số Tây Ban Nha-Mỹ ngày càng tăng do nhập cư. Theo Cục điều tra dân Hoa Kỳ, dân số gốc Tây Ban Nha đã tăng 35.300.000-53.000.000 giữa năm 2000 và năm 2012. Tây Ban Nha Mỹ đã trở thành nhóm dân tộc thiểu số lớn nhất, với một phần lớn là người gốc Mexico. Người Mỹ gốc Mexico thành một trong những nhóm phát triển nhanh nhất, tăng 20.600.000-34.500.000 giữa năm 2000 và năm 2012 Khoảng 58% của cộng đồng này đã chọn California, đặc biệt là miền Nam California, là ngôi nhà mới của họ. Việc sử dụng các Spanglish được tìm thấy rộng rãi trong cộng đồng gốc Tây Ban Nha rất nhiều người Mỹ gốc Mexico và khác của miền Nam California. Việc sử dụng Spanglish đã trở nên quan trọng đối với cộng đồng gốc Tây Ban Nha trên khắp nước Mỹ, trong các lĩnh vực như Miami, thành phố New York, Texas, và California. Ở Miami, ví dụ, họ có hình thức tương tự của riêng họ Spanglish rằng nhiều hạn thông tục "Cubonics".
Spanglish được gọi là song ngữ/ism bán ngôn ngữ. Việc mua lại ngôn ngữ đầu tiên bị gián đoạn hoặc không có cấu trúc ngôn ngữ đầu vào sau từ ngôn ngữ thứ hai, nó cũng có thể xảy ra về phía sau.
Spanglish là một cách giao tiếp mà nhiều người Mexico-Mỹ (Chicanos), người nhập cư và song ngữ sử dụng để thể hiện mình. Nó giống như một ngôn ngữ mới giúp họ xác định bản thân. Nhiều người cho rằng Spanglish không nên tồn tại và nên bị cấm. Spanglish là khó khăn bởi vì nếu người nói có có được hai ngôn ngữ trong bối cảnh riêng biệt, so với các loa sẽ được sử dụng hệ thống lạnh trong đó ý nghĩa tham chiếu mã hóa trong hai ngôn ngữ khác nhau đến một mức độ đáng kể. Những người biết chữ trong ngôn ngữ đầu tiên của họ trước khi biết nhau và có hỗ trợ để duy trì chữ mà đôi khi ở rất ít có khả năng để làm chủ ngôn ngữ thứ hai của họ. Spanglish là một phần của tiếp thu Song ngữ. song ngữ tiếp nhận là những người có khả năng hiểu ngôn ngữ thứ hai, nhưng không nói được nó; Tuy nhiên, đôi khi khả năng của họ để làm như vậy là thiếu. Đó là khi Spanglish được sử dụng. song ngữ tiếp thu cũng được biết đến như là hiệu song ngữ, vì để cho một câu trả lời người nói cần phải làm việc bộ não của họ "đôi" để trả lời bằng tiếng Anh, tiếng Tây Ban Nha hoặc Spanglish. Nếu không có đầu hiểu các nền văn hóa và lịch sử của khu vực mà Spanglish phát triển như là một vấn đề thực tế trong chiều sâu làm quen với nhiều nền văn hóa. Những kiến thức này thực sự thực tế chỉ một ấy có kiến thức đó thường là một phần quan trọng của cả những gì người ta xem xét bản sắc cá nhân của mình để có và những gì người khác xem xét bản sắc được.
Spanglish có những quy định riêng #1 sử dụng các phương pháp ping-pong. Khi loa sử dụng Spanglish anh/cô ấy nên cố gắng quay trở lại và chuyển tiếp Ví dụ: Yo fui một cửa hàng la để mua unas chuối pero khi tôi đến la Tienda ya estaban bán ra. # 2 Kéo các từ như googlear, parkear/parkiar, lunchear, textear, telefonear vv (thêm tai, IAR ở cuối của từ gốc). Cuối cùng khi người nói đang ở trong một tình huống khó chịu người đó có thể sử dụng nhiều nhất công cụ hữu ích "Rapid Aggressive Spanish (RAS) nó không quan trọng những gì người nói cho biết anh/cô ấy có thể nói một bài hát, lời thề trung thành, công thức của bà ngoại của bạn vv chính là để nói nhanh và ồn ào".
Google Dịch dành cho doanh nghiệp:Bộ công cụ DịchTrình biên dịch Trang web Global Market Finder

## Sử dụng
Spanglish là không chính thức và thiếu cơ cấu và quy tắc ghi nhận, mặc dù loa luôn có thể đánh giá grammaticality của một cụm từ hoặc câu. Từ quan điểm ngôn ngữ của xem, Spanglish thường được nhầm lẫn nhãn nhiều điều. Spanglish không phải là một creole hoặc phương ngữ của tiếng Tây Ban Nha, bởi vì mặc dù những người tự xưng là người bản xứ của Spanglish, Spanglish tự nó không phải là một ngôn ngữ riêng của mình, nhưng loa nói tiếng Anh hoặc tiếng Tây Ban Nha có một ảnh hưởng nặng nề từ các ngôn ngữ khác. Định nghĩa của Spanglish đã được giải thích không rõ ràng của các học giả và các nhà ngôn ngữ học dù đã được ghi nhận thường xuyên. Spanglish là việc trao đổi chất của ngôn ngữ giữa tiếng Anh và tiếng Tây Ban Nha, hiện tại ảnh hưởng nặng nề trong các từ và cụm từ được sử dụng bởi các loa. [11] Spanglish hiện đang được coi là một ngôn ngữ lai của ngôn ngữ học, nhiều người thực sự tham khảo Spanglish như "Tây Ban Nha-Anh mã chuyển đổi ", mặc dù có một số ảnh hưởng của khoản vay, và sự thay đổi từ vựng và ngữ pháp là tốt.
Sự ra đời của Spanglish là do các dòng của người dân Mỹ Latinh vào Bắc Mỹ, đặc biệt là Hoa Kỳ Như đã đề cập trước đây, hiện tượng Spanglish có thể được chia thành hai loại khác nhau:. Chuyển đổi mã hoặc vay mượn và từ vựng và sự thay đổi về ngữ pháp. Codeswitching đã gây ra tranh cãi vì nó được nhìn thấy ", như một tham nhũng của Tây Ban Nha và tiếng Anh, một" ô nhiễm ngôn ngữ 'hoặc' ngôn ngữ của một "chạy đua", người tầng lớp dưới '." Ví dụ, một người nói song ngữ thông thạo giải quyết một báo song ngữ có thể tham gia trong mã chuyển đổi với câu, "tôi xin lỗi tôi không thể tham dự cuộc họp tuần tới Porque tengo una obligación de Negocios en Boston, pero espero que tôi sẽ trở lại cho cuộc họp, tuần sau khi "phương tiện -which," tôi xin lỗi tôi không thể tham dự cuộc họp tuần tới bởi vì tôi có một nghĩa vụ kinh doanh ở Boston, nhưng tôi hy vọng sẽ được trở lại cho cuộc họp vào tuần sau."

## Dịch thuật sao phông
Dịch thuật sao phông là bản dịch của toàn bộ từ hoặc cụm từ từ ngôn ngữ này sang khác. Họ đại diện cho các hình thức đơn giản nhất của Spanglish, khi họ trải qua không thay đổi cấu trúc từ vựng và ngữ pháp. Việc sử dụng kiểu dịch sao phông là khá phổ biến trong hầu hết các ngôn ngữ, hiển nhiên trong căn ke của cảm thán tiếng Ả Rập được sử dụng trong tiếng Tây Ban Nha. "